# エフゲニー・シャポシニコフ

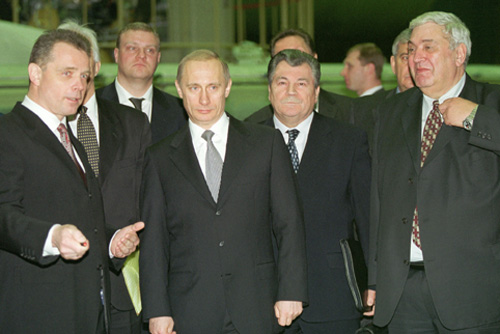
シャポシニコフ（プーチンの右）

エヴゲニー・イヴァノヴィチ・シャポシニコフ（Евге́ний Ива́нович Ша́пошников、1942年2月3日 - 2020年12月8日）は、ソビエト連邦およびロシアの軍人、政治家。ソビエト連邦最後の国防相。航空元帥。

## 経歴
ロストフ州に生まれる。父のイヴァン・シャポシニコフはソ連陸軍軍曹で独ソ戦に出征し、戦争終結の一週間前に戦死している。
1959年ソ連軍に入隊。1963年ソ連共産党入党。1963年ハリコフ高等航空飛行学校卒業。1969年ガガーリン名称空軍アカデミー（空軍大学）卒業。1984年ソ連軍参謀大学卒業。1985年オデッサ軍管区空軍司令官。1987年東ドイツ駐留ソ連軍空軍司令官。1988年ソ連空軍第一副総司令官。1990年7月ソ連空軍総司令官兼国防次官、ソ連共産党中央委員。
1991年8月のクーデターでは、国家非常事態委員会のメンバーとしてクーデターに関与したドミトリー・ヤゾフ国防相・ソ連邦元帥から出動を命令されるが、空挺軍のパーヴェル・グラチョフ総司令官（後にロシア連邦国防相）と相談の上、上官であるヤゾフ国防相に抗命する。クーデター失敗後、ミハイル・ゴルバチョフ大統領によって国防相に任命され、航空元帥に昇進したが、ソ連共産党を離党した。参謀総長にはウラジーミル・ロボフ上級大将が任命され、シャポシニコフ＝ロボフのコンビは、ソ連軍改革に取り組もうとしたが、その矢先、ソビエト連邦の崩壊に遭遇する。
ソ連崩壊後、1992年2月から1993年6月まで、CIS（独立国家共同体）統合軍総司令官に就任し、核兵器などの戦略兵器の管理に当たる。
合同軍解散後は、1993年6月ロシア連邦安全保障会議書記。1993年9月駐ニュージーランド大使。1994年1月国営兵器輸出会社ロスヴォオルジェニエ大統領代表。1997年3月ロシア大統領顧問、補佐官。1995年10月アエロフロート社長などを歴任した。
2020年12月8日、新型コロナウイルス感染症（COVID-19）によりモスクワで死去し、連邦戦争記念墓地に埋葬された。78歳没。

## 人物
詩と演劇を好む。